# Helena Trzcińska-Tacik

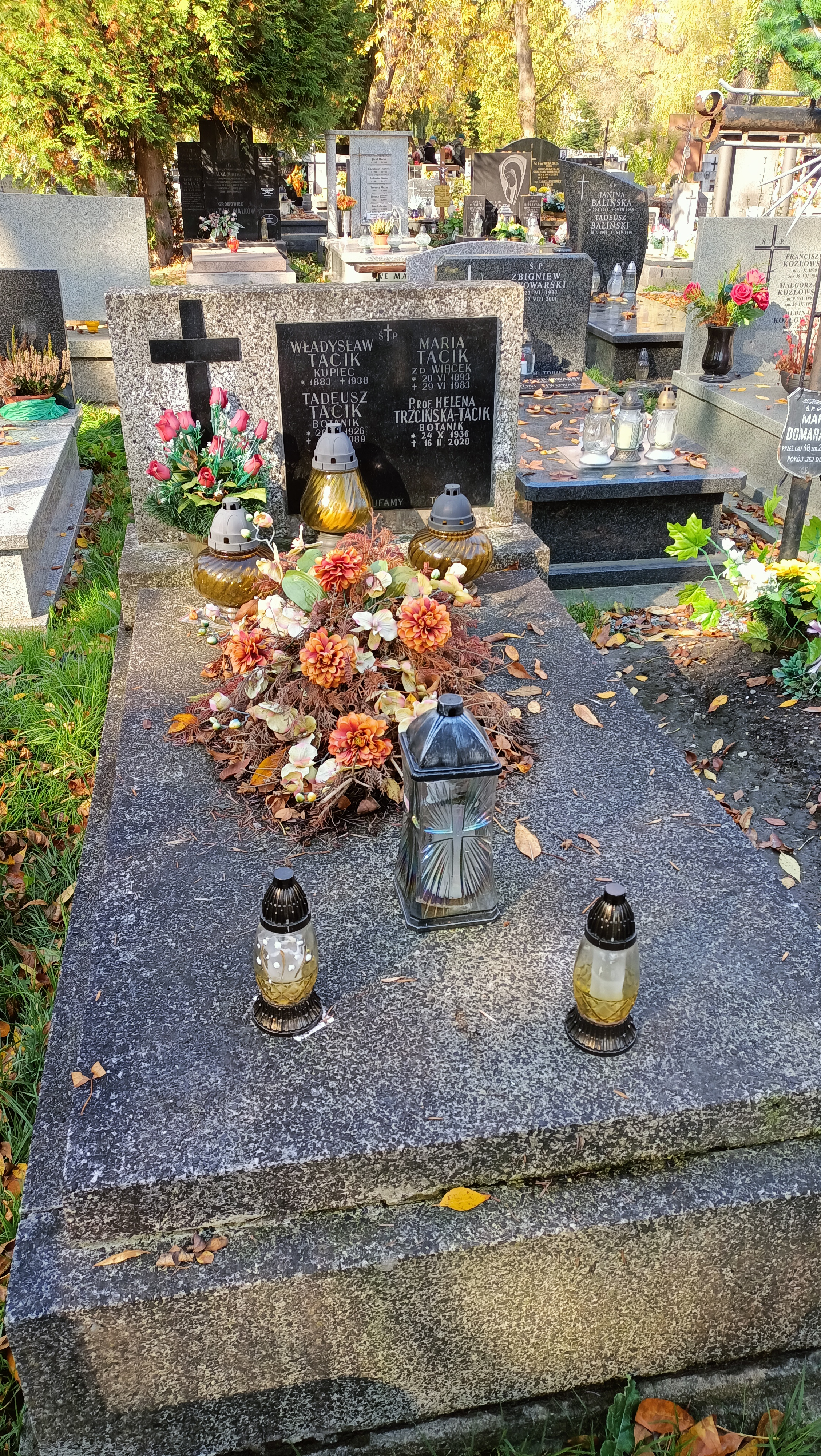
Grób Heleny Trzcińskiej tacik na Cmentarzu Rakowickim w Krakowie

Helena Trzcińska-Tacik (ur. 24 października 1936 w Poznaniu, zm. 16 lutego 2020) – polska botanik i ekolog.

## Życiorys
W latach 1962–1989 żona botanika Tadeusza Stanisława Tacika.
W 1959 ukończyła studia na Uniwersytecie Jagiellońskim. W latach 1959–1965 pracowała w Instytucie Botaniki PAN (do 1962 jako asystent techniczny) — w 1959 w Pracowni Socjologii i Ekologii Roślin, następnie w Zakładzie Socjologii, Ekologii i Geografii Roślin Naczyniowych, a od 1962 w Zakładzie Geografii, Socjologii i Ekologii Roślin. Od 1965 zatrudniona w Instytucie Botaniki na Wydziale Biologii i Nauk o Ziemi Uniwersytetu Jagiellońskiego. Była członkiem Komitetu Botaniki na II Wydziale Nauk Biologicznych Polskiej Akademii Nauk. Profesor w zakresie nauk biologicznych od 30 lipca 1996. Zainteresowania badawcze koncentrowały się na zagadnieniach systematyki i ekologii flory oraz na florystyce.
Była działaczką Solidarności i  przewodniczącą Komisji Zakładowej. W latach 1982–1987 koordynowała dystrybucją drugiego obiegu wydawniczego w macierzystym instytucie.

## Odznaczenia i nagrody
- 1967: Nagroda indywidualna Ministra Oświaty i Szkolnictwa Wyższego II stopnia[3]
- 1986: Złoty Krzyż Zasługi[3]